# Pulo Gadung (Pulo Gadung)
Pulo Gadung is een plaats (wijk) - (kelurahan) in het bestuurlijke gebied Pulo Gadung, Jakarta Timur (Oost-Jakarta) in de provincie Jakarta, Indonesië.  De plaats telt 38.104 inwoners (volkstelling 2010).
]